# Salem (игра)
Salem — бесплатная массовая многопользовательская онлайн-игра с открытым миром, духовная наследница инди-ММО Haven and Hearth. Вышла 19 июня 2015 года; изначально разработкой игры занималась шведская студия Seatribe, а издателем должна была выступить компания Paradox Interactive. Однако с 2014 года игрой занималась компания Mortal Moments.
Действие Salem происходит в фантастической версии Новой Англии XVII века. Игроки берут на себя роли колонистов из Старого Света, пытающиеся обжиться в Новом. В игре задействованы необычные системы ремесел, сельского хозяйства и строительства. Игровой мир постоянно изменяется и развивается, взаимодействуя с игроками. В Salem присутствуют бои между игроками (PvP) и перманентная смерть, окончательная смерть персонажей, после которой продолжать игру ими невозможно.
Изначально в мире игры есть только природные объекты; все рукотворные предметы и сооружения создаются игроками. Экономика игры строится на покупке и продаже предметов во внутриигровом магазине за игровую валюту, которую игроки могут как заработать в самой игре, так и купить за реальные деньги. Темпераменты персонажей-колонистов — холерики, сангвиники, флегматики и меланхолики — являются своего рода игровыми классами со своими сильными и слабыми сторонами.

## Отзывы
| Русскоязычные издания | Русскоязычные издания |
| Издание               | Оценка                |
| --------------------- | --------------------- |
| Игры@mail.ru          | 8,5 / 10              |